# Fusån
Fusån este o arie protejată (arie specială de conservare — SAC, sit de importanță comunitară — SCI) din Suedia întinsă pe o suprafață de 37 ha, integral pe uscat.

## Localizare
Centrul sitului Fusån este situat la coordonatele 57°34′33″N 14°54′33″E / 57.5757°N 14.9092°E.

## Înființare
Situl Fusån a fost declarat sit de importanță comunitară în ianuarie 2002 pentru a proteja 1 specie de animale. Situl a fost protejat și ca arie specială de conservare în martie 2011.

## Biodiversitate
Situată în ecoregiunea boreală, aria protejată conține 1 habitat natural: Cursuri de apă de la nivel de câmpie la nivel montan, cu vegetație Ranunculion fluitantis și Callitricho-Batrachion.
La baza desemnării sitului se află o specie protejată de  mamifere: vidră de râu (Lutra lutra).